# Потяги без посмішок
«Потяги без посмішок» — радянсько-югославський художній фільм 1989 року, знятий режисером Батою Недічем на Кіностудії ім. О. Довженка.

## Про фільм
Прем'єрний показ відбувся у Будинку Кіно у Києві, але на широкий екран фільм не вийшов.

## У ролях
- Анна Твеленьова — головна роль
- Мілан Штрліч — головна роль
- Борис Хмельницький — роль другого плану
- Ігор Стариков — роль другого плану
- Яків Копель — роль другого плану
- Галина Сулима — роль другого плану
- Віра Саранова — Маргарита

## Знімальна група
- Режисер — Бата Недіч
- Композитори — Анатолій Алексанян, Яків Копель